# Giovannes Mathis

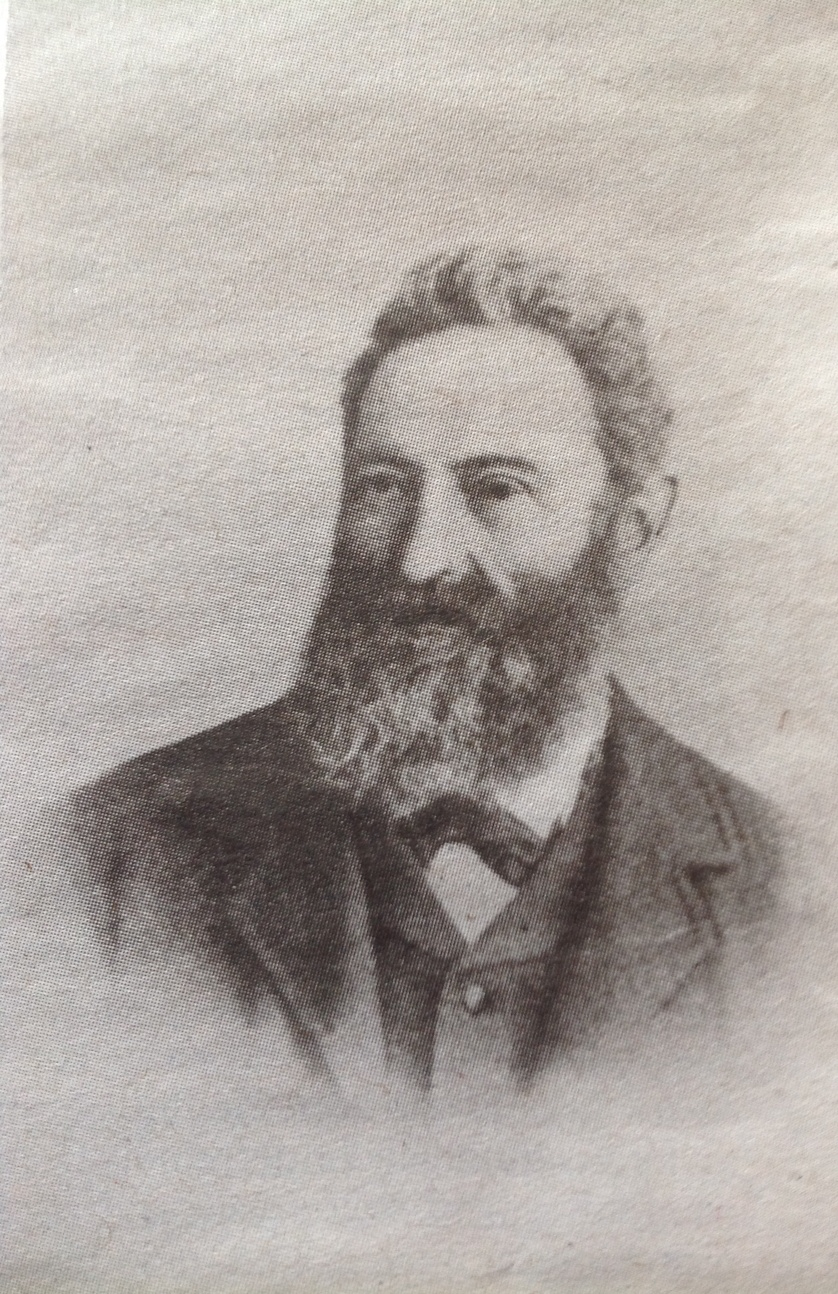
Giovannes Mathis, Fotografie unbekannten Datums

Giovannes Mathis (* 7. Juni 1824 in Celerina/Schlarigna; † 7. August 1912) war ein rätoromanischer Schriftsteller, Romancier und Poet. Er schrieb vornehmlich im oberengadinischen Idiom Puter, daneben auch auf Vallader, dem unterengadinischen Idiom der romanischen Sprache.

## Leben und Werk
Mit 15 Jahren verliess Mathis das Oberengadin und arbeitete als einer der vielen Engadiner Zuckerbäcker zuerst in Brüssel, wo er auch die Lehre abschloss, später in Toulon und in Genua.
Sein bekanntester, stark autobiographisch geprägter Roman ist Amicizcha ed amur (= «Freundschaft und Liebe»).
Ein Grundzug in seinen Werken ist das Motiv des Heimwehs (= «increschantüna»).

## Rezeption
Im August 2012 fand anlässlich seines 100. Todestags eine «Omagi a [= Hommage an] Giovannes Mathis» in seinem Geburtsort Celerina statt.
Ein Teil von Mathis’ Nachlass befindet sich in der Biblioteca Chasa Jaura.